# Каплиця Святої Софії (Підволочиськ)
Каплиця Святої Софії в Підволочиську — римсько-католицька церква в місті Підволочиську Тернопільської области України.

## Відомості
- 1880—1883 — споруджено перший костел, який згодом перейшов до євреїв, потім — греко-католикам.
- 1907—1909 — збудовано другий храм, який підірваний 1965 р. радянською владою.
- 1920-і — засновано самостійну парафію.
- 1991 — на південно-західній околиці вірянами облаштовано каплицю з колишнього польського народного дому.